# 蒂诺斯
蒂诺斯（希臘語：Τήνος）是希腊南愛琴大區蒂诺斯专区的市镇。行政中心为蒂诺斯镇。市镇面积为194.6平方公里，2021年人口数量为8,934人。
蒂诺斯市镇包括蒂诺斯岛及附近一些小岛。现今范围的市镇成立于2011年的地方政府改革中，由原三个市镇合并而成，原市镇则称为新市镇的三个市区。